# ニールス・フレッドボーグ
ニールス・フレッドボーグ（Niels Fredborg、1946年10月28日 - ）は、デンマーク、オダー出身の元自転車競技（トラックレース）選手。

## 来歴
1kmタイムトライアルのスペシャリスト的な選手として、メキシコシティオリンピック2位、ミュンヘンオリンピック優勝、モントリオールオリンピック3位と、五輪の同種目において3大会連続でメダルを獲得。また、世界選手権自転車競技大会の同種目では3回の優勝実績を誇る。なお、1964年東京オリンピックにも出場している。
1981年に引退。1984年ロサンゼルスオリンピックにおいて、ナショナルチームの監督を務めた。

## 主な戦績
1963年
- デンマーク選手権 アマスプリント 優勝

1966年
- デンマーク選手権 アマスプリント 優勝
- デンマーク選手権 アマ1kmタイムトライアル(1kmTT) 優勝
- デンマーク選手権 アマタンデム 優勝

1967年
- トラックレース世界選手権 アマ1kmTT 優勝
- デンマーク選手権 アマ1kmTT 優勝
- デンマーク選手権 アマタンデム 優勝

1968年
- メキシコシティオリンピック
  -  1kmTT 2位
- トラックレース世界選手権
  -  アマ1kmTT 優勝
  - アマスプリント 2位
- デンマーク選手権 アマスプリント 優勝
- デンマーク選手権 アマ1kmTT 優勝
- デンマーク選手権 アマタンデム 優勝

1969年
- デンマーク選手権 アマ団体追い抜き 優勝
- デンマーク選手権 アマ1kmTT 優勝
- デンマーク選手権 アマタンデム 優勝

1970年
- トラックレース世界選手権 アマ1kmTT 優勝
- デンマーク選手権 アマ団体追い抜き 優勝
- デンマーク選手権 アマ1kmTT 優勝
- デンマーク選手権 アマタンデム 優勝

1971年
- デンマーク選手権 アマ団体追い抜き 優勝
- デンマーク選手権 アマタンデム 優勝

1972年
- ミュンヘンオリンピック
  -  1kmTT 優勝
- デンマーク選手権 アマ団体追い抜き 優勝
- デンマーク選手権 アマタンデム 優勝

1973年
- デンマーク選手権 アマタンデム 優勝

1974年
- デンマーク選手権 アマ団体追い抜き 優勝
- デンマーク選手権 アマ1kmTT 優勝
- デンマーク選手権 アマスプリント 優勝

1975年
- デンマーク選手権 アマ1kmTT 優勝
- デンマーク選手権 アマスプリント 優勝

1976年
- モントリオールオリンピック
  -  1kmTT 3位
- デンマーク選手権 アマ団体追い抜き 優勝
- モントリオールオリンピック終了後、プロ転向。

1980年
- トラックレース世界選手権・プロケイリン 3位